# هاچیجو، توکیو
هاچیجو، توکیو (به لاتین: Hachijō, Tokyo) یک منطقهٔ مسکونی در ژاپن است که در Hachijō Subprefecture واقع شده‌است. هاچیجو ۷۲٫۲۳ کیلومتر مربع مساحت و ۷٬۵۱۶ نفر جمعیت دارد.